# 東明児童福祉センター
東明児童福祉センター（トンミョンじどうふくしせんたー、朝鮮語: 동명노인복지센터）とは、ソウル特別市冠岳区奉天洞に存在するキリスト教系の児童養護施設である。
1950年、朝鮮戦争で親と離れ離れになった児童を保護したのが、起源。在籍する小学生は、殷川初等学校に通う。また、小学校を卒業した時点で、本人の意思とは関わりなく、洗礼を受けさせる。
漢陽大学校の学生が、ボランティア活動に入っている。

## 外部サイト
- 公式サイト